# Тетару (Сучава)
Тетару (рум. Tătaru) — село у повіті Сучава в Румунії. Входить до складу комуни Пояна-Стампей.
Село розташоване на відстані 331 км на північ від Бухареста, 93 км на захід від Сучави, 129 км на північний схід від Клуж-Напоки.

## Населення
За даними перепису населення 2002 року у селі проживали 163 особи, усі — румуни. Усі жителі села рідною мовою назвали румунську.